# Bathylagoides
Bathylagoides es un género de peces marinos actinopeterigios, distribuidos por aguas tropicales del océano Atlántico, océano Índico y océano Pacífico. Su nombre procede del griego: bathys (profundo) + hare (correr) + lagoides (similar a la liebre).

## Especies
Existen tres especies reconocidas en este género:
- - Bathylagoides argyrogaster (Norman, 1930) - Capellán mesopelágico de plata.
  - Bathylagoides nigrigenys (Parr, 1931) - Capellán mesopelágico barbanegra.
  - Bathylagoides wesethi (Bolin, 1938) - Capellán mesopelágico de nariz respingona.